# 威廉二世 (於利希)
威廉二世（德語：Wilhelm II. von Jülich，約1325年—1393年12月13日），於利希公爵，威廉一世的次子，1361年至1393年在位。

## 家庭
1362年，威廉二世與海爾德的瑪麗結婚，兩人共有2子1女：
1. 威廉（1364年—1402年）
2. 萊諾德（約1365年—1423年）
3. 約翰娜，阿爾諾的外祖母